# Sanshanguowang

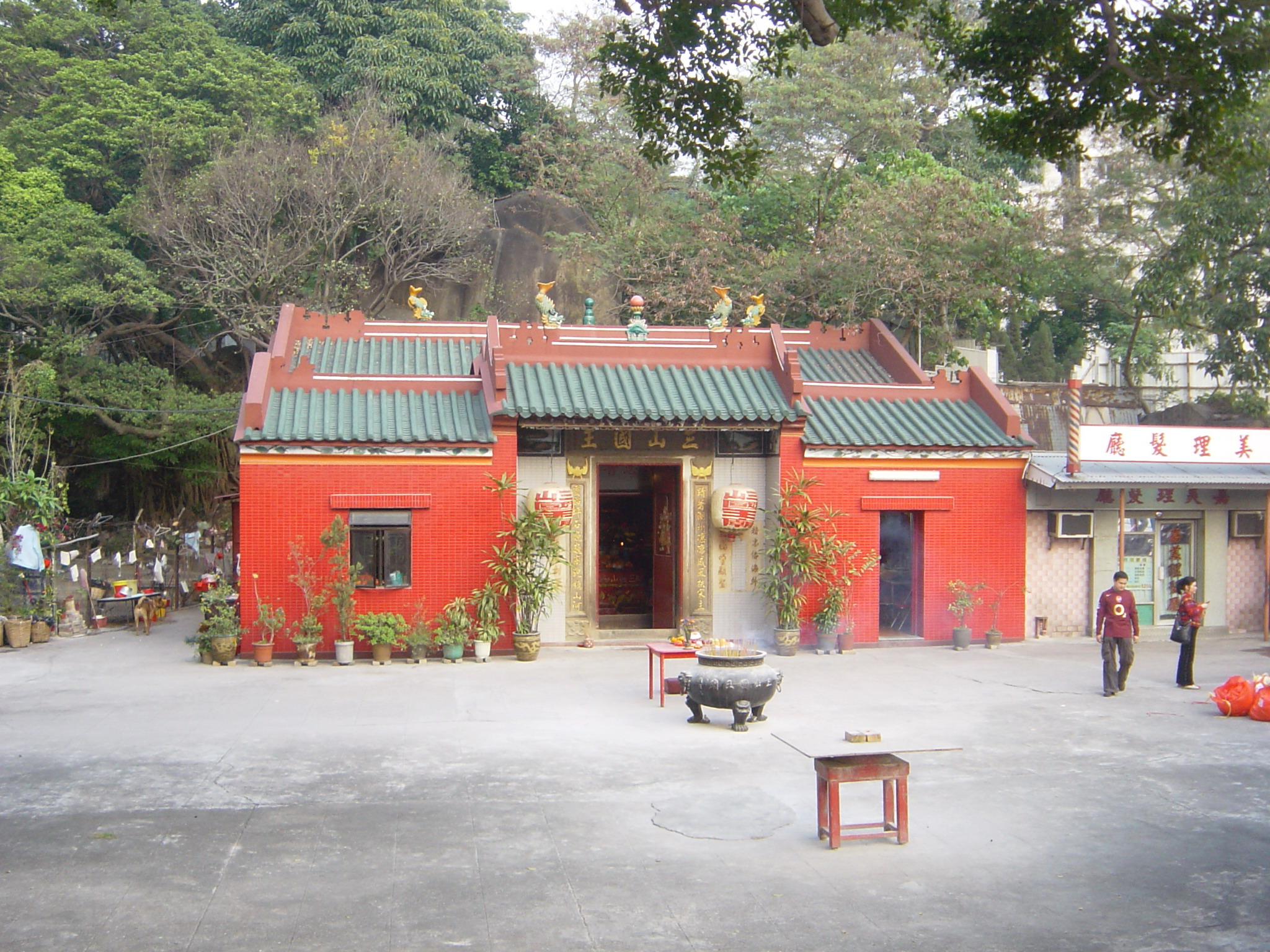
Sanshanguowangtempel van het Hongkongse dorp Ngau Chi Wan/牛池灣村

Sanshanguowang is een taoïstische godheid die door aanhangers van traditionele Chinese godsdienst in Guangdong, Hongkong en Taiwan aanbeden wordt. Het heeft vooral betrekking op de jiaxiang van de aanbidders. Kantonezen, Hakkanezen en Chaozhounezen buiten China aanbidden deze godheid ook. De naam van de godheid komt oorspronkelijk uit Raoping, waar de drie bergen Dushan/獨山, Mingshan/明山 en Jinshan/巾山. Er zijn veel mythes om deze godheid. Zo zou Song Taizu, de oprichter van de Song-dynastie hulp hebben gekregen van Sanshanguowang toen de Liu Zhang oproer/劉張之亂 er was.
Op Taiwan wordt elk jaar op de vijftiende van de tweede maand van de Chinese kalender de verjaardag van Sanshanguowang gevierd.